# Uszkodzony sektor

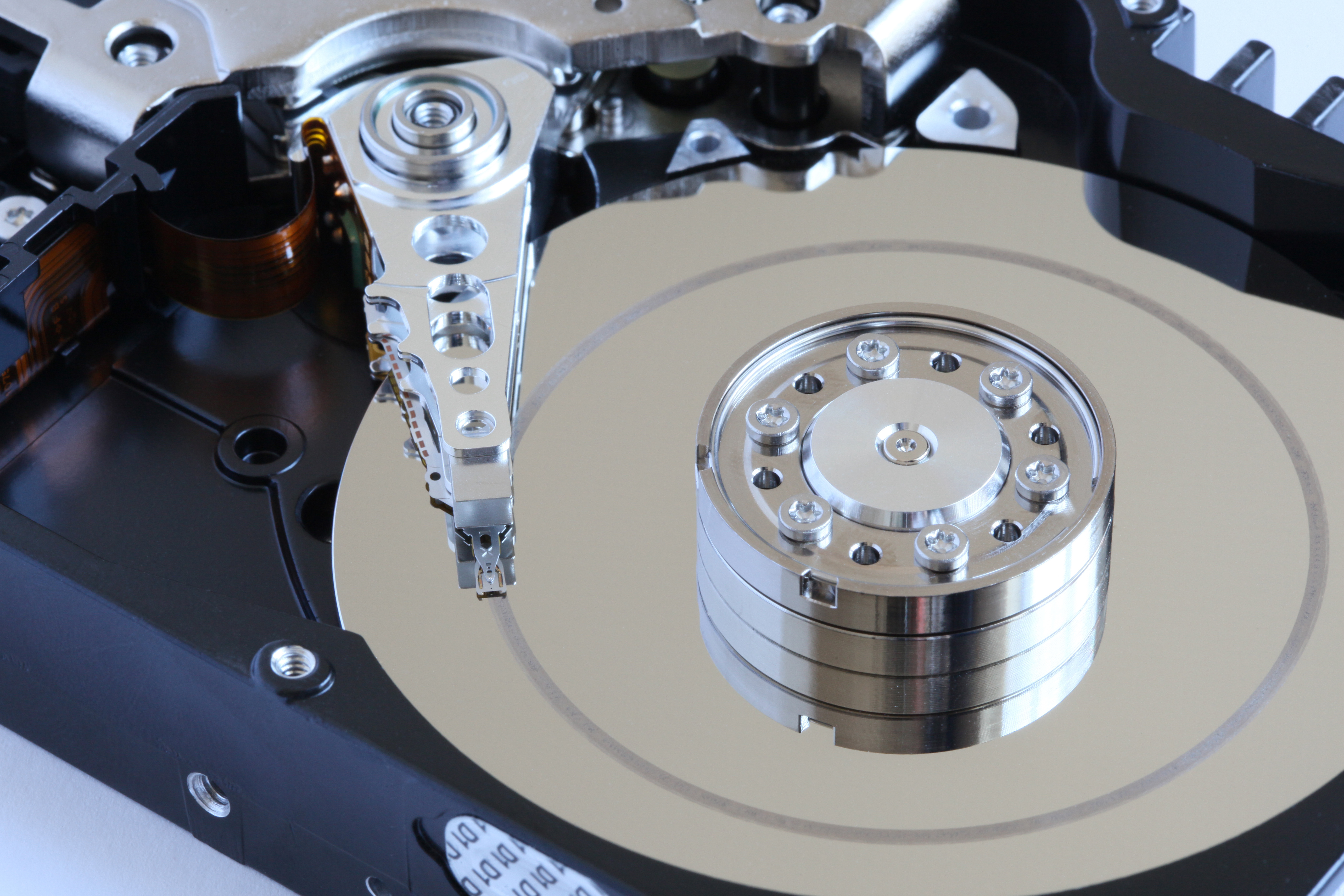
Dysk twardy z widocznym fizycznym uszkodzeniem spowodowanym nieprawidłową pracą głowicy.

Uszkodzony sektor (ang. bad sector) – sektor nośnika danych, którego próba odczytu daje błąd. Dane, które miały być zapisane w tym miejscu, najczęściej są bezpowrotnie utracone.
- Sektor uszkodzony logicznie – sektor, który w wyniku drgań, wstrząsów, nieprawidłowej pracy zespołu zapisującego lub niestabilnego zasilania mechanizmu obsługującego nośnik danych zostaje zapisany nieprawidłowo i jego odczyt daje błąd, mimo że sam obszar jest fizycznie sprawny. Taki sektor można przywrócić do użytku poprzez ponowne zapisanie go. Usterka tego typu jest spotykana w dyskach twardych.
- Sektor uszkodzony fizycznie – sektor, którego odczyt w wyniku degradacji, zużycia, wstrząsu, drgań, wady fabrycznej lub upadku nośnika, daje błąd. Zapis w obszarze takiego sektora nie umożliwia odczytanie zapisanych danych.

W przypadku dysków twardych, dyskietek, pamięci flash i dysków optycznych wielokrotnego zapisu (zapisanych w niektórych formatach zapisu pakietowego), za pomocą pełnego formatowania lub przy użyciu odpowiedniego programu (scandisk, checkdisk, fsck, Norton Disk Doctor, Nero InCD) możliwe jest wykluczenie klastra zawierającego uszkodzony sektor z użycia. Klaster jest blokowany, tak aby informacje nie były na nim zapisywane. Dostępna dla użytkownika pojemność partycji (lub innego wydzielonego obszaru logicznego) maleje o pojemność klastrów zawierających uszkodzone sektory. Ponowne (szybkie, czyli bez sprawdzania powierzchni) formatowanie, usunięcie i założenie partycji lub skasowanie i ponowne zapisanie (bez sprawdzania stanu powierzchni) dysków optycznych wielokrotnego zapisu, włącza uszkodzony obszar z powrotem do użytku.
W dyskach twardych dodatkowo możliwe jest wykluczenie uszkodzonych sektorów przez oprogramowanie samego dysku. Każdy współczesny dysk zawiera zapasowe sektory, którymi zastępuje te nieczytelne, wykryte w trakcie użytkowania. Proces ten nazywany jest remapowaniem lub realokacją i jest nieodwracalny (przywrócenie zastąpionych w ten sposób sektorów do użytku wymaga edycji firmware dysku, do edycji firmware potrzebne są specjalistyczne programy i sprzęt, różne, w zależności od producenta, modelu, serii i zastosowanego na dysku procesora). Proces przeprowadzany jest w tle, w trakcie używania dysku, ale można go również wymusić odpowiednimi programami. Tak zastąpione sektory przestają być widziane przez urządzenie obsługujące dysk, nie ma więc potrzeby pełnego formatowania lub sprawdzania powierzchni partycji na takim dysku innymi programami. Po wyczerpaniu puli zapasowych sektorów dalsze remapowanie nie jest możliwe. Ponieważ podczas realokacji przeprowadzana jest weryfikacja (zarówno odczyt, jak i zapis) zastąpione zostaną tylko sektory uszkodzone fizycznie.

## Problemy związane z uszkodzonymi sektorami
- Zmniejszanie się pojemności dysku twardego (najczęściej mało istotne).
- Możliwa utrata danych.
- Spowolnienie pracy dysku (a wraz z tym, gdy dysk jest systemowy, pracy całego systemu operacyjnego).
- Możliwość zawieszania się dysku podczas próby odczytu danych ze złego sektora (słychać wtedy charakterystyczne „cykanie”).

## Sposoby rozwiązania problemu
Zalecanymi działaniami są:
- W przypadku bardzo dużej liczby uszkodzonych sektorów wymiana dysku twardego.
- Zrobienie gruntownego formatowania dysku, które zdiagnozuje całą powierzchnię dysku i zapisze informacje o tym, gdzie znajdują się uszkodzone sektory tak, aby w przyszłości dysk omijał te miejsca, gruntowne formatowanie jednocześnie próbuje odzyskać uszkodzone jednostki alokacji poprzez kilkukrotne zapisanie i formatowanie tego miejsca – naprawienie jest możliwe, gdy uszkodzenie nie było fizyczne, a wynikało tylko ze złego sformatowania sektora.
- Jeżeli dość duża liczba uszkodzonych sektorów znajduje się w jednym lub kilku dość ścisłych miejscach (nie są rozproszone po całej powierzchni), to można te miejsca wykluczyć z użytkowania, pozostawiając je nieprzydzielone do żadnej partycji – można to zrobić jakimkolwiek narzędziem do partycjonowania np. fdisk, PartitionMagic, GParted, Cfdisk i inne.
- Remapowanie dysku (przeniesienie uszkodzonych sektorów do części serwisowej dysku) – jeżeli brak miejsca w części serwisowej – wymiana dysku.
- Wyzerowanie dysku (nadpisanie wszystkich sektorów zerami).

## Zapobieganie
- Prawidłowa pozycja pracy dysku twardego – najlepiej pozioma – etykietą do góry.
- W komputerach przenośnych uważać na wstrząsy (upadki).
- Szczególne zwrócenie uwagi na zapewnienie braku drgań podczas zatrzymania i włączania się dysku, ponieważ w tym momencie praca głowicy jest najmniej stabilna i najłatwiej przesunąć ją w pionie, gdyż głowica może być już lub jeszcze odblokowana, a prędkość obrotowa talerzy może nie być na tyle odpowiednia, aby wytworzyć poduszkę powietrzną utrzymującą głowicę w odpowiedniej odległości od powierzchni talerzy.
- Gdy uszkodzone sektory pojawiają się w miejscach niezapisanych, wtedy dysk nie będzie miał o tym informacji i może zapisać dane w uszkodzone miejsce. Aby tego uniknąć, można dysk skanować w poszukiwaniu uszkodzonych sektorów – w systemach Microsoft Windows można użyć do tego celu narzędzi takich jak CHKDSK lub SCANDISK, a w systemach unixowych – fsck.
- Niektórzy producenci dysków dodają dodatkowe sektory, które nie są normalnie używane, natomiast gdy dysk wykryje uszkodzony sektor, to adres uszkodzonej jednostki jest przypisywany innemu (zapasowemu) sektorowi – dzieje się to bez udziału i wiedzy użytkownika – kiedy system zacznie wykrywać błędne sektory na dysku, oznacza to, że wyczerpał się zapas dodatkowych jednostek.
- Diagnozowanie czasów operacji na sektorach a następnie, w przypadku stwierdzenia nieproporcjonalnie dużego czasu odczytu/zapisu, wymuszenie logicznego uznania kłopotliwego sektora jako uszkodzony zarówno przez dysk, jak i system operacyjny. Dzięki temu uniknąć można zapisywania danych do „słabych” sektorów grożących w każdej chwili uszkodzeniem.

## Programy do naprawy dysków (m.in. wykrywania i naprawy uszkodzonych sektorów)
- MHDD – pełna diagnostyka i naprawa dysku
- Victoria – diagnoza dysków pod Windowsem
- HD Tune – sprawdza bad sektory, bez możliwości ich naprawy
- fsck – dostępny na systemy uniksopodobne oraz Cygwin i MinGW. Chociaż sprawdza jedynie systemy plików (nie całe dyski), pozwala również na odtwarzanie części danych